# Idioma uradhi
El uradhi es una lengua pameana de la Península de York del Cabo de Queensland, Australia, y está actualmente aparentemente extinto. Fue hablado por la tribu australiana uradhi. El nombre está compuesto de urra "esto" y el proprietivo dhi "teniendo". El dialecto sur oriental de la misma lengua, Wudhadhi, está hecho de los mismos elementos léxicos, wudha siendo "este". Forman un grupo de dialectos estrechamente relacionados y altamente inteligibles, uno es el  Angkamuthi al norte de los Urradhi, Atampaya inland al norte de éstos, Utudhanamu inland al norte de los Atampaya y los Yantaykenu más allá al norte de todos los anteriores, siendo la lengua de la zona bámaga, Yadhaykenu en el norte de la costa del este de Wudhadhi, y Yaraytyana más lejano aún. Este grupo no tiene nombre de lengua común, aunque Urradhi es generalmente utilizado como nombre de cubierta. Se desconoce cuándo se extinguió.
Los dialectos urradhi son estrechamente relacionados con la lengua gudang (Pantyinamu/Yatay/Gudang/Kartalaiga ), anteriormente hablados en el consejo de York de Cabo.

## Fonología

### Vocales
El idioma urradhi tiene cuatro vocales:
|         | Anterior | Posterior |
| ------- | -------- | --------- |
| Cerrada | i        | u         |
| Media   | e        |           |
| Abierta | a        |           |

|             | Periférico | Periférico | Laminal | Laminal | Apical   | Apical    |
|             | Bilabial   | Velar      | Palatal | Dental  | Alveolar | Retroflex |
| ----------- | ---------- | ---------- | ------- | ------- | -------- | --------- |
| Plosive     | p          | k          | c       | t̪       | t        |           |
| Nasal       | m          | ŋ          | ɲ       | n̪       | n        |           |
| Fricative   | β          | ɣ          | ð       |         |          |           |
| Trino       | r          |            |         |         |          |           |
| Approximant | w          | w          | j       |         | l        | ɻ         |

### General
Crowley, T. (1983). «Uradhi». Handbook of Australian languages 3. pp. 306-428., T. (1983). Crowley, T. (1983). «Uradhi». Handbook of Australian languages 3. pp. 306-428. 3. pp. Crowley, T. (1983). «Uradhi». Handbook of Australian languages 3. pp. 306-428. 
Hale, Kenneth L. (1976). Hale, Kenneth L. (1976). «Phonological developments in a Northern Paman language: Uradhi». Languages of Cape York. pp. 41-49.Lenguas de York de Cabo. pp. 41@–49. 
- Datos: Q3915680